# Doctor Who (2.ª temporada clássica)
A segunda temporada clásica da série de televisão britânica de ficção científica Doctor Who estreou em 31 de outubro de 1964 com a história Planet of Giants e terminou em 24 de julho de 1965 com The Time Meddler. Apenas 37 dos 39 episódios existem nos arquivos da BBC; 2 permanecem perdidos. Como resultado, 1 arco está incompleto.

## Elenco

### Principal
- William Hartnell como o Primeiro Doutor
- Carole Ann Ford como Susan Foreman
- Jacqueline Hill como Barbara Wright
- William Russell como Ian Chesterton
- Maureen O'Brien como Vicki
- Peter Purves como Steven Taylor

William Hartnell continuou seu papel como o Primeiro Doutor acompanhado por sua neta Susan Foreman (Carole Ann Ford) e os professores Ian Chesterton (William Russell) e Barbara Wright (Jacqueline Hill).
Susan partiu no final da segunda história The Dalek Invasion of Earth, e logo foi substituída por Vicki (Maureen O'Brien) em The Rescue.
A penúltima história, The Chase viu a partida de Ian e Barbara, e a chegada de Steven (Peter Purves) como um membro regular da tripulação da TARDIS. No final da temporada, além do Doutor, o elenco principal havia mudado e faria isso na temporada seguinte, quando terminasse.

### Participação especial
Peter Butterworth faz sua primeira de duas aparições como o Meddling Monk no arco The Time Meddler.

## Seriais
Dennis Spooner substituiu David Whitaker como editor de roteiro após The Dalek Invasion of Earth, e editou o restante da temporada além do The Time Meddler, que foi editado por Donald Tosh. Verity Lambert continuou em seu papel como produtora durante toda a temporada, enquanto Mervyn Pinfield atuou como produtor associado até o final de The Romans. Esta temporada foi originalmente planejada para ter 40 episódios com Planet of Giants  originalmente filmado e editado como de 4 episódios com 25 minutos. Depois de ver os episódios, o chefe de série e arcos Donald Wilson descobriu que eles estavam com falta de ação e ordenou que os dois últimos episódios fossem editados em um episódio. O episódio que sobrou foi mais tarde usado para produzir o teaser do episódio único "Mission to the Unknown" na 3.ª temporada.
The Time Meddler é o primeiro exemplo de arco do que ficou conhecido como arco "pseudo-históricos" – estes são arcos que são ambientadas no passado, mas têm uma história que envolve elementos significativos de ficção científica (além da presença do TARDIS e sua tripulação).
A segunda temporada é a temporada mais completa de Doctor Who durante sua era em preto e branco, já que apenas dois episódios, ambos de The Crusade, estão faltando no arquivo da BBC.
Dennis Spooner substituiu David Whitaker como editor de roteiro após The Dalek Invasion of Earth, e editou o restante da temporada além do The Time Meddler, que foi editado por Donald Tosh. Verity Lambert continuou em seu papel como produtora durante toda a temporada, enquanto Mervyn Pinfield atuou como produtor associado até o final de The Romans. Esta temporada foi originalmente planejada para ter 40 episódios com Planet of Giants  originalmente filmado e editado como de 4 episódios com 25 minutos. Depois de ver os episódios, o chefe de série e arcos Donald Wilson descobriu que eles estavam com falta de ação e ordenou que os dois últimos episódios fossem editados em um episódio. O episódio que sobrou foi mais tarde usado para produzir o teaser do episódio único "Mission to the Unknown" na 3.ª temporada.
The Time Meddler é o primeiro exemplo de arco do que ficou conhecido como arco "pseudo-históricos" – estes são arcos que são ambientadas no passado, mas têm uma história que envolve elementos significativos de ficção científica (além da presença do TARDIS e sua tripulação).
A segunda temporada é a temporada mais completa de Doctor Who durante sua era em preto e branco, já que apenas dois episódios, ambos de The Crusade, estão faltando no arquivo da BBC.
| 9 | 1 | Planet of Giants            | "Planet of Giants"        | Mervyn Pinfield   | Louis Marks    | 31 de outubro de 1964   | J | 8,4  | 57 |
| 9 | 1 | Planet of Giants            | "Dangerous Journey"       | Mervyn Pinfield   | Louis Marks    | 7 de novembro de 1964   | J | 8,4  | 58 |
| 9 | 1 | Planet of Giants            | "Crisis"                  | Douglas Camfield  | Louis Marks    | 14 de novembro de 1964  | J | 8,9  | 59 |
| Chegando na Terra, o Primeiro Doutor, Ian, Barbara e Susan foram reduzidos ao tamanho de uma polegada.                                                                                    |   |                             |                           |                   |                |                         |   |      |    |
| 10 | 2 | The Dalek Invasion of Earth | "World's End"             | Richard Martin    | Terry Nation   | 21 de novembro de 1964  | K | 11,4 | 63 |
| 10 | 2 | The Dalek Invasion of Earth | "The Daleks"              | Richard Martin    | Terry Nation   | 28 de novembro de 1964  | K | 12,4 | 59 |
| 10 | 2 | The Dalek Invasion of Earth | "Day of Reckoning"        | Richard Martin    | Terry Nation   | 5 de dezembro de 1964   | K | 11,9 | 59 |
| 10 | 2 | The Dalek Invasion of Earth | "The End of Tomorrow"     | Richard Martin    | Terry Nation   | 12 de dezembro de 1964  | K | 11,9 | 59 |
| 10 | 2 | The Dalek Invasion of Earth | "The Waking Ally"         | Richard Martin    | Terry Nation   | 19 de dezembro de 1964  | K | 11,4 | 58 |
| 10 | 2 | The Dalek Invasion of Earth | "Flashpoint"              | Richard Martin    | Terry Nation   | 26 de dezembro de 1964  | K | 12,4 | 63 |
| Os Daleks invadiram a Terra após um ataque de peste e meteorito. |   |                             |                           |                   |                |                         |   |      |    |
| 11 | 3 | The Rescue                  | "The Powerful Enemy"      | Christopher Barry | David Whitaker | 2 de janeiro de 1965    | L | 12,0 | 57 |
| 11 | 3 | The Rescue                  | "Desperate Measures"      | Christopher Barry | David Whitaker | 9 de janeiro de 1965    | L | 13,0 | 59 |
| No planeta Dido, Vicki, uma sobrevivente abandonada à espera de uma nave de resgate, vive com medo de Koquillion, um habitante bípede que está perseguindo a área.                        |   |                             |                           |                   |                |                         |   |      |    |
| 12 | 4 | The Romans                  | "The Slave Traders"       | Christopher Barry | Dennis Spooner | 16 de janeiro de 1965   | M | 13,0 | 53 |
| 12 | 4 | The Romans                  | "All Roads Lead to Rome"  | Christopher Barry | Dennis Spooner | 23 de janeiro de 1965   | M | 11,5 | 51 |
| 12 | 4 | The Romans                  | "Conspiracy"              | Christopher Barry | Dennis Spooner | 30 de janeiro de 1965   | M | 10,0 | 50 |
| 12 | 4 | The Romans                  | "Inferno"                 | Christopher Barry | Dennis Spooner | 6 de fevereiro de 1965  | M | 12,0 | 50 |
| Enquanto desfruta de umas férias em uma villa romana no ano 64 a.C., o Doutor e Vicki decidem visitar a cidade de Roma, enquanto Ian e Barbara são sequestrados e vendidos como escravos. |   |                             |                           |                   |                |                         |   |      |    |
| 13 | 5 | The Web Planet              | "The Web Planet"          | Richard Martin    | Bill Strutton  | 13 de fevereiro de 1965 | N | 13,5 | 56 |
| 13 | 5 | The Web Planet              | "The Zarbi"               | Richard Martin    | Bill Strutton  | 20 de fevereiro de 1965 | N | 12,5 | 53 |
| 13 | 5 | The Web Planet              | "Escape to Danger"        | Richard Martin    | Bill Strutton  | 27 de fevereiro de 1965 | N | 12,5 | 53 |
| 13 | 5 | The Web Planet              | "Crater of Needles"       | Richard Martin    | Bill Strutton  | 6 de março de 1965      | N | 13,0 | 49 |
| 13 | 5 | The Web Planet              | "Invasion"                | Richard Martin    | Bill Strutton  | 13 de março de 1965     | N | 12,0 | 48 |
| 13 | 5 | The Web Planet              | "The Centre"              | Richard Martin    | Bill Strutton  | 20 de março de 1965     | N | 11,5 | 42 |
| No planeta Vortis, o Doutor, Ian, Barbara e Vicki se aliaram à Menoptra para combater o Zarbi.                                                                                            |   |                             |                           |                   |                |                         |   |      |    |
| 14 | 6 | The Crusade                 | "The Lion"                | Douglas Camfield  | David Whitaker | 27 de março de 1965     | P | 10,5 | 51 |
| 14 | 6 | The Crusade                 | "The Knight of Jaffa"†    | Douglas Camfield  | David Whitaker | 3 de abril de 1965      | P | 8,5  | 50 |
| 14 | 6 | The Crusade                 | "The Wheel of Fortune"    | Douglas Camfield  | David Whitaker | 10 de abril de 1965     | P | 9,0  | 49 |
| 14 | 6 | The Crusade                 | "The Warlords"†           | Douglas Camfield  | David Whitaker | 17 de abril de 1965     | P | 9,5  | 48 |
| A TARDIS se materializa na Palestina do século XII, durante a Terceira Cruzada. Quando o Doutor, Ian, Barbara e Vicki emergem, eles se encontram no meio de uma emboscada sarracena.      |   |                             |                           |                   |                |                         |   |      |    |
| 15 | 7 | The Space Museum            | "The Space Museum"        | Mervyn Pinfield   | Glyn Jones     | 24 de abril de 1965     | Q | 10,5 | 61 |
| 15 | 7 | The Space Museum            | "The Dimensions of Time"  | Mervyn Pinfield   | Glyn Jones     | 1 de maio de 1965       | Q | 9,2  | 53 |
| 15 | 7 | The Space Museum            | "The Search"              | Mervyn Pinfield   | Glyn Jones     | 8 de maio de 1965       | Q | 8,5  | 56 |
| 15 | 7 | The Space Museum            | "The Final Phase"         | Mervyn Pinfield   | Glyn Jones     | 15 de maio de 1965      | Q | 8,5  | 49 |
| Em um museu espacial no planeta Xeros, o Doutor, Ian, Barbara e Vicki encontram-se encobertos e em exposição.                                                                             |   |                             |                           |                   |                |                         |   |      |    |
| 16 | 8 | The Chase                   | "The Executioners"        | Richard Martin    | Terry Nation   | 22 de maio de 1965      | R | 10,0 | 57 |
| 16 | 8 | The Chase                   | "The Death of Time"       | Richard Martin    | Terry Nation   | 29 de maio de 1965      | R | 9,5  | 56 |
| 16 | 8 | The Chase                   | "Flight Through Eternity" | Richard Martin    | Terry Nation   | 5 de junho de 1965      | R | 9,0  | 55 |
| 16 | 8 | The Chase                   | "Journey into Terror"     | Richard Martin    | Terry Nation   | 12 de junho de 1965     | R | 9,5  | 54 |
| 16 | 8 | The Chase                   | "The Death of Doctor Who" | Richard Martin    | Terry Nation   | 19 de junho de 1965     | R | 9,0  | 56 |
| 16 | 8 | The Chase                   | "The Planet of Decision"  | Richard Martin    | Terry Nation   | 26 de junho de 1965     | R | 9,5  | 57 |
| Usando uma máquina do tempo, os Daleks perseguem a TARDIS através do tempo e do espaço, a fim de exterminar sua tripulação.                                                               |   |                             |                           |                   |                |                         |   |      |    |
| 17 | 9 | The Time Meddler            | "The Watcher"             | Douglas Camfield  | Dennis Spooner | 3 de julho de 1965      | S | 8,9  | 57 |
| 17 | 9 | The Time Meddler            | "The Meddling Monk"       | Douglas Camfield  | Dennis Spooner | 10 de julho de 1965     | S | 8,8  | 49 |
| 17 | 9 | The Time Meddler            | "A Battle of Wits"        | Douglas Camfield  | Dennis Spooner | 17 de julho de 1965     | S | 7,7  | 53 |
| 17 | 9 | The Time Meddler            | "Checkmate"               | Douglas Camfield  | Dennis Spooner | 24 de julho de 1965     | S | 8,3  | 54 |
| Na Nortúmbria de 1066, um "Monge", que na verdade é um da mesma raça do Doutor, tenta se intrometer na história.                                                                          |   |                             |                           |                   |                |                         |   |      |    |

↑†  Episódio perdido

## Produção
Os dois primeiros arcis foram produzidos no primeiro bloco de produção do programa, mas foram retidos até o início da segunda temporada. Verity Lambert começou a tentar influenciar uma segunda temporada em agosto de 1964, e foi inicialmente garantido apenas 13 episódios. Nove já estavam planejados como Planet of Giants and The Dalek Invasion of Earth, e com apenas quatro episódios depois que Lambert sentiu que era muito curto para reter os atores regulares e seria inútil escrever Susan no final de The Dalek Invasion of Earth. No melhor interesse dos atores e seus agentes, um acordo foi atingido por mais 13 episódios, e o compromisso de 26 episódios no segundo bloco de produção foi aceito no dia em que The Dalek Invasion of Earth terminou as filmagens.

## Episódios perdidos
- The Crusade – Episódios 2 & 4 (num total de 4)

## Lançamentos em DVD
| Título do arco                                                                   | Número e duração dos episódios | Data de lançamento (Região 2) | Data de lançamento (Região 4) | Data de lançamento (Região 1) |
| -------------------------------------------------------------------------------- | ------------------------------ | ----------------------------- | ----------------------------- | ----------------------------- |
| Planet of Giants                                                                 | 3 × 25 min                     | 20 de agosto de 2012          | 5 September 2012              | 11 de setembro de 2012        |
| The Dalek Invasion of Earth                                                      | 6 × 25 min.                    | 9 de junho de 2003            | 13 de agosto de 2003          | 7 de outubro de 2003          |
| The Rescue/The Romans: The Rescue (2 episodes) The Romans (4 episodes)           | 6 × 25 min.                    | 23 de fevereiro de 2009       | 2 de abril de 2009            | 7 de julho de 2009            |
| The Web Planet                                                                   | 6 × 25 min.                    | 3 de outubro de 2005          | 3 de novembro de 2005         | 5 de setembro de 2006         |
| The Space Museum/The Chase: The Space Museum (4 episodes) The Chase (6 episodes) | 10 × 25 min.                   | 1 de março de 2010            | 6 de maio de 2010             | 6 de julho de 2010            |
| The Time Meddler                                                                 | 4 × 25 min.                    | 4 de fevereiro de 2008        | 2 de abril de 2008            | 5 de agosto de 2008           |

Lost in Time

Todos os outros arcos perdidos do Primeiro Doutor desta temporada foram lançados na coleção Lost in Time. Lost in Time foi lançado em dois formatos na Região 1, com lançamentos individuais para os volumes um e dois (que cobrem os episódios do Primeiro Doutor e do Segundo Doutor, respectivamente), bem como uma edição combinando ambos os volumes. Nas Regiões 2 e 4, Lost in Time está disponível apenas como o volume único combinado.
| Inclui episódios de                                           | Número e duração dos episódios  | Data de lançamento (Região 2) | Data de lançamento (Região 4)                                                 | Data de lançamento (Região 1) |
| ------------------------------------------------------------- | ------------------------------- | ----------------------------- | ----------------------------------------------------------------------------- | ----------------------------- |
| The Crusade (episódios 1 & 3 de 4; trilhas sonoras dos 2 & 4) | 6 × 25 min. + 2 × 25 min. audio | 1 de novembro de 2004         | 2 de dezembro de 2004 (lançamento original) 1 de julho de 2010 (relançamento) | 2 de novembro de 2004         |

## Novelizações
| Título do arco              | Título do livro                            | Autor          | Primeira publicação     |
| --------------------------- | ------------------------------------------ | -------------- | ----------------------- |
| Planet of Giants            | Planet of Giants                           | Terrance Dicks | 18 de janeiro de 1990   |
| The Dalek Invasion of Earth | Doctor Who and the Dalek Invasion of Earth | Terrance Dicks | 24 de março de 1977     |
| The Rescue                  | The Rescue                                 | Ian Marter     | 20 de agosto de 1987    |
| The Romans                  | The Romans                                 | Donald Cotton  | 16 de abril de 1987     |
| The Web Planet              | Doctor Who and the Zarbi                   | Bill Strutton  | 16 de setembro de 1965  |
| The Crusade                 | Doctor Who and the Crusaders               | David Whitaker | 25 de fevereiro de 1966 |
| The Space Museum            | The Space Museum                           | Glyn Jones     | 15 de janeiro de 1987   |
| The Chase                   | The Chase                                  | John Peel      | 20 de julho de 1989     |
| The Time Meddler            | The Time Meddler                           | Nigel Robinson | 15 de outubro de 1988   |